# Thagria fabricii
Thagria fabricii är en insektsart som beskrevs av Nielson 1977. Thagria fabricii ingår i släktet Thagria och familjen dvärgstritar. Inga underarter finns listade i Catalogue of Life.